# Magical Drop F: Daibōken Mo Rakujyanai!
Magical Drop F: Daibōken Mo Rakujyanai! es un videojuego de puzle de 1999 de Data East para PlayStation. Es la cuarta entrega de la serie Magical Drop. El jugador tomará el control de uno de varios personajes y luchará contra los oponentes. La jugabilidad es similar a las entregas anteriores, pero con la adición de un modo de juego de rol (RPG); el jugador controlará a Justice en un viaje para encontrar siete «Magical Drops» esparcidas por la tierra, recorriendo aldeas y desafiando personajes en batallas para obtener elementos y potenciadores.
El juego fue dirigido por Masayuki Yoroki y producido por Hiromichi Nakamoto, con Tatsumi Sugiura como planificador. Daibōken Mo Rakujyanai! obtuvo una recepción generalmente favorable de los críticos, la mayoría de los cuales lo reseñaron como un título importado. Su música y estética actualizada se utilizaron más tarde en Magical Drop for WonderSwan (1999). Fue sucedido por Magical Drop V (2012).

## Jugabilidad
Magical Drop F: Daibōken Mo Rakujyanai! es un juego de rompecabezas en el que el jugador toma el control de uno de varios personajes que llevan el nombre de una carta del tarot y luchará contra sus oponentes controlados por computadora. El juego es similar a las entregas anteriores de la serie Magical Drop; el objetivo es limpiar la pantalla de una pila de «gotas» de colores que avanzan constantemente y descienden desde la parte superior del campo de juego. Las gotas pueden ser recogidas y soltadas por el personaje del jugador, quien se encuentra en la parte inferior de la pantalla, y desaparecerán cuando tres o más del mismo color sean juntadas en una sola columna. Las cadenas se forman cuando una sola gota provoca una reacción en cadena o cuando se eliminan más de un grupo de gotas rápidamente. La formación de cadenas hará que la pila del oponente descienda más rápido.
Una incorporación notable es la introducción de elementos de potenciación especiales específicos del personaje, de los cuales hay tres que otorgan a los jugadores habilidades únicas durante el juego. El juego reemplaza el modo aventura de Magical Drop III con un modo de juego de rol (RPG); el jugador controla a Justice en un viaje para encontrar siete Magical Drops esparcidas por la tierra, recorriendo aldeas y desafiando personajes en batallas para obtener elementos y potenciadores. El juego terminará una vez que un jugador sea derrotado cuando la pila de gotas llegue al fondo.

## Desarrollo y lanzamiento
Magical Drop F: Daibōken Mo Rakujyanai! fue dirigido por Masayuki Yoroki y producido por Hiromichi Nakamoto. Tatsumi Sugiura fue el planificador, mientras que Keiichi Hinata, Motohiro Umeki y Tsuyoshi Takahashi fueron coprogramadores. Los diseños de personajes estuvieron a cargo de un artista conocido bajo el seudónimo de «Cocco», mientras que varias compañías, incluyendo al estudio de animación japonés J.C.Staff, colaboraron en el desarrollo del juego proporcionando ilustraciones y escenas. La banda sonora fue compuesta por los miembros de Gamadelic Hiroaki «Maro» Yoshida, Masaaki «Koremasa» Iwasaki, Tatsuya «-K-» Kiuchi y Yoko Kawashima. Magical Drop F: Daibōken Mo Rakujyanai! fue codesarrollado por Sakata SAS, una subsidiaria de videojuegos del desarrollador de software japonés SAS establecido en 1985, que anteriormente había trabajado para Data East en varios proyectos en múltiples plataformas como la serie Tantei Jingūji Saburō.
Magical Drop F: Daibōken Mo Rakujyanai! fue lanzado para PlayStation en Japón por Data East el 21 de octubre de 1999. La música y estética actualizadas del juego se utilizaron luego en Magical Drop for WonderSwan lanzado en 1999 por Bandai. El 26 de abril de 2001, Daibōken Mo Rakujyanai! fue relanzado por Hamster Corporation como parte de su serie de títulos económicos «Major Wave». En 2008, el juego fue relanzado en PlayStation Network en Japón. En 2010, el título fue calificado por la ESRB, lo que insinuó un relanzamiento internacional futuro. Ese mismo año, el juego fue distribuido a través de PlayStation Network en Norteamérica por MonkeyPaw Games el 5 de octubre.

## Recepción
Magical Drop F: Daibōken Mo Rakujyanai! recibió una recepción generalmente favorable de los críticos, la mayoría de los cuales lo reseñaron como un título importado. Christian Nutt de GameSpot comentó que la jugabilidad era más simple pero menos frenética en comparación con Magical Drop III, destacando la eliminación de las gotas especiales. Nutt también consideró al modo de aventura de estilo RPG muy original para un juego de rompecabezas, elogiando las imágenes detalladas y ricas en este modo, pero criticó su corta duración y la incapacidad de guardar el progreso. Corey Schwanz de PlayStation LifeStyle revisó el relanzamiento de PlayStation Network, destacando su mecánica de rompecabezas adictiva y su estilo artístico «hermoso». Aunque la barrera del idioma en el modo de rol para un jugador fue vista como un aspecto negativo, Schwanz escribió que «Magical Drop F es una prueba fehaciente de que incluso si no puedes leer nada en el idioma del juego, aún puede ser una maravilla jugarlo».
Dale North de Destructoid estuvo de acuerdo con Schwanz con respecto a la barrera del idioma en el modo de rol de aventura, destacando la jugabilidad renovada y el estilo artístico más serio para los personajes. North resumió su reseña del relanzamiento de PSN diciendo «No es tan elegante o complejo como la fantástica y animada película de apertura en flash te haría creer, pero es lindo y vale la pena verlo». Matt Paddock de PlayStation Illustrated también analizó el relanzamiento de PSN, elogiando la presentación audiovisual y su jugabilidad simple pero divertida, pero en última instancia tuvo sentimientos encontrados por la curva de dificultad y las mecánicas.